# Prințesa Louise-Marie a Belgiei
Louise-Marie (18 februarie 1858 – 1 martie 1924), prințesă a Belgiei, a fost fiica cea mare a regelui  Leopold al II-lea al Belgiei și a soției lui, Marie Henriette de Austria.

## Căsătorie și copii
Născută Louise-Marie Amelie a Belgiei, Louise-Marie s-a căsătorit cu Philipp, prinț de Saxa-Coburg și Gotha-Koháry, văr de gradul al doilea, la Bruxelles, la 4 februarie/4 mai 1875 și au avut doi copii:
- Leopold Clement Philipp August Maria (19 iulie 1878, Ungaria - 27 aprilie 1916, Viena).
- Dorothea Maria Henriette Auguste Louise (30 aprilie 1881, Viena - 21 ianuarie 1967, Württemberg), căsătorită la 2 august 1898 cu Ernst Gunther, Duce de Schleswig-Holstein.

Căsătoria n-a fost pe placul tatălui ei, care a privit-o ca o alianță nedorită cu Prusia, însă mama sa a aprobat-o deoarece Philip locuia în Ungaria. Relația dintre Louise și Philip nu a fost bună: s-a spus că Philip era autoritar și a introdus-o în pornografie iar Louise a răspuns la autoritatea lui cu un stil de viață generos la curtea Vienei, unde a atras multă atenție. În 1880, ea a sugerat o căsătorie dintre sora ei mai mică Stephanie și Prințul Moștenitor Rudolf al Austriei. 

## Scandal și divorț

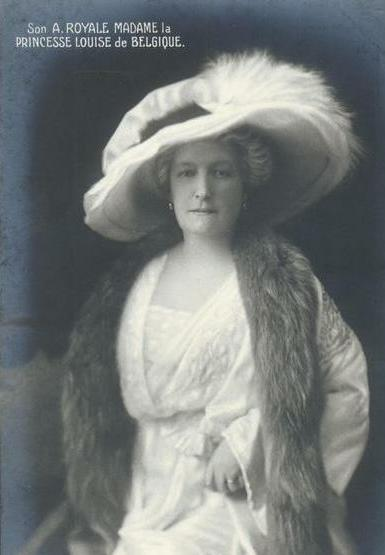
Louise-Marie, ducesă de Saxa-Coburg și Gotha

La douăzeci de ani de la căsătorie, în 1895, Louise-Marie a intrat într-o relație cu Géza Mattachich, fiu vitreg al lui Oskar Keglevich, conte de Buzin. Mattachich era locotenent într-un regiment din Croația al armatei austriece. S-au întâlnit la Prater, Viena.
În ianuarie 1897, a scandalizat Viena părăsindu-și soțul, Prințul Philipp, pentru Mattachich și luând-o pe fiica ei cu ea. Au călătorit la Paris, apoi la Cannes, locuind în diverse destinații din sudul Franței și în restul Europei. Fiul ei s-a înstrăinat de ea, deoarece a interpretat că acțiunile ei i-au scăzut șansele la moștenire. Curând, fiica ei, la sfatul logodnicului, și-a părăsit mama. 
În 1898, Prințul Philipp și Mattachich s-au duelat la Viena, prima dată cu arme, apoi cu săbiile, când prințul a fost rănit.
Mattachich a fost arestat la Zagreb și închis timp de patru ani pentru fals, deoarece, el nu era fiul vitreg al lui Oskar Keglevich.
În cele din urmă, Louise-Marie și Prințul Philipp au divorțat la Gotha la 15 ianuarie 1906, la aproape opt ani după ce Louise începuse procedura de divorț.

## Ultimii ani
Înstrăinată de tatăl, soțul și copiii ei, cheltuielile extravagante ale Louisei-Marie au înglodat-o și mai mult în datorii. În ciuda faptului că probabil era fiica celui mai bogat rege din timpul său, a fost forțată să ceară faliment după ce s-a descoperit că Mattachich falsificase semnătura surorii Louisei-Marie, Prințesa Stéphanie, pe un bilet la ordin pentru bijuterii în valoare de aproximativ 2.500.000 $. Ca urmare a acestui episod a fost instituționalizată în mai 1898 timp de șase ani. Mattachich a fost condamnat la patru ani de închisoare pentru fals. După terminatea sentinței, a ajutat-o pe Louise-Marie să scape de la azilul în care ea a fost internată în 1904; au fost împreună până la moartea lui în Paris. După moartea lui Mattachich, a primit o casă de la Elisabeta, soția vărului ei, Albert I al Belgiei.